# Choplifter II
Choplifter II (チョップリフターⅡ) est un jeu vidéo de type shoot 'em up développé par Beam Software et édité par Victor Interactive Software, sorti en 1991 sur Game Boy.